# Volarje
Volarje este o localitate din comuna Tolmin, Slovenia, cu o populație de 243 de locuitori.